# Fischerbach
Fischerbach ist eine Gemeinde in Baden-Württemberg und gehört zum Ortenaukreis.

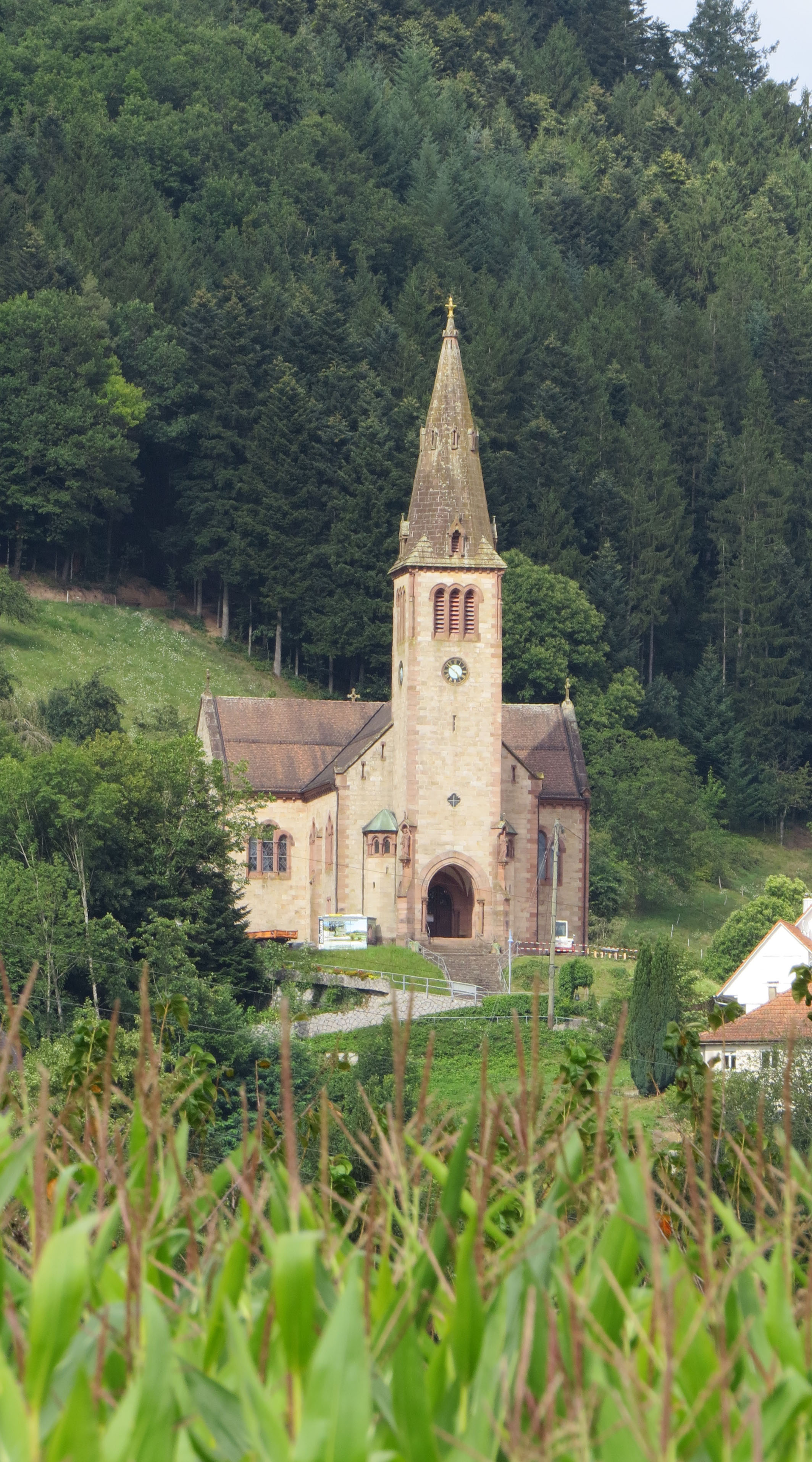
Kirche St. Michael in Fischerbach

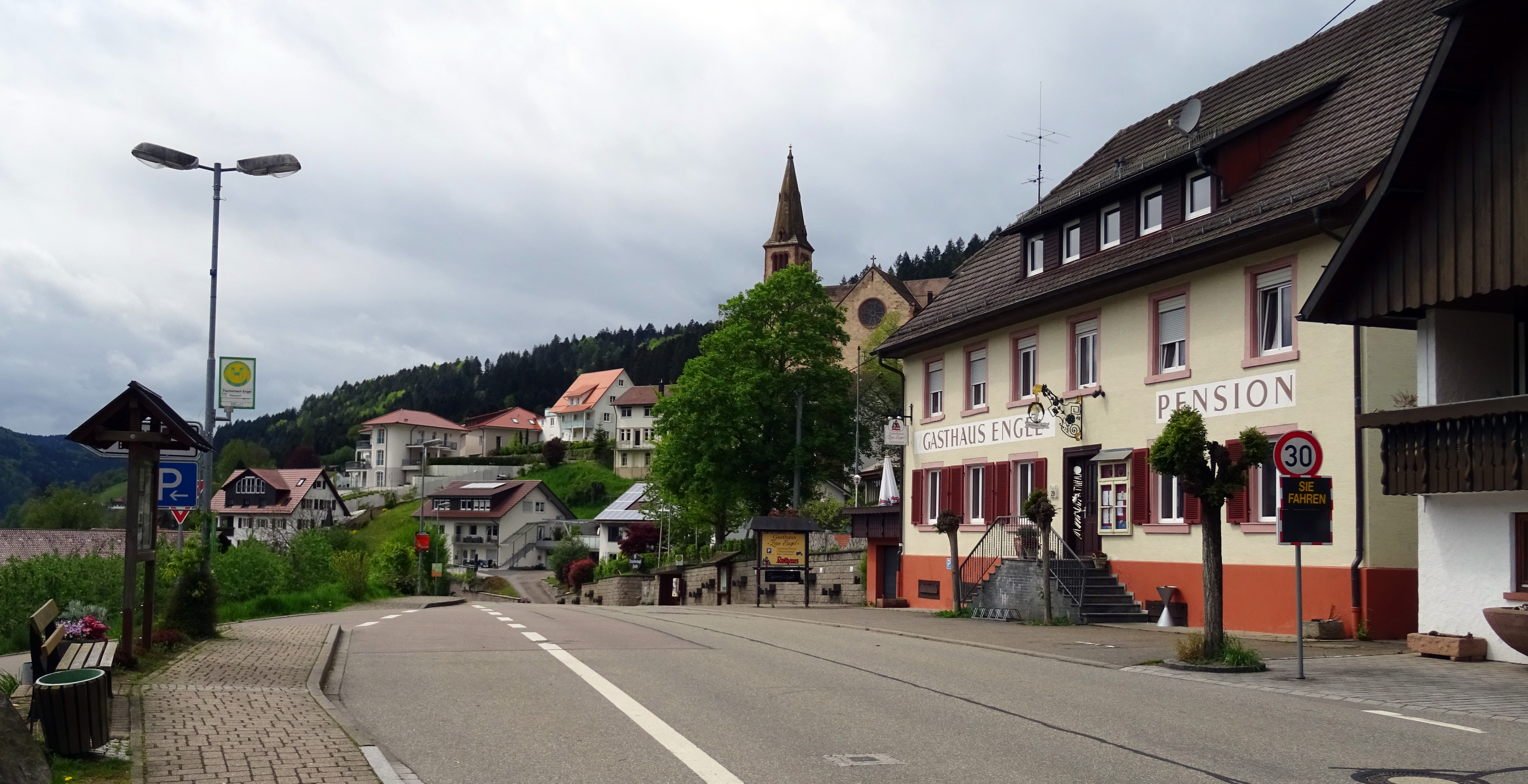
Fischerbach, Ortsmitte, Gasthaus Engel

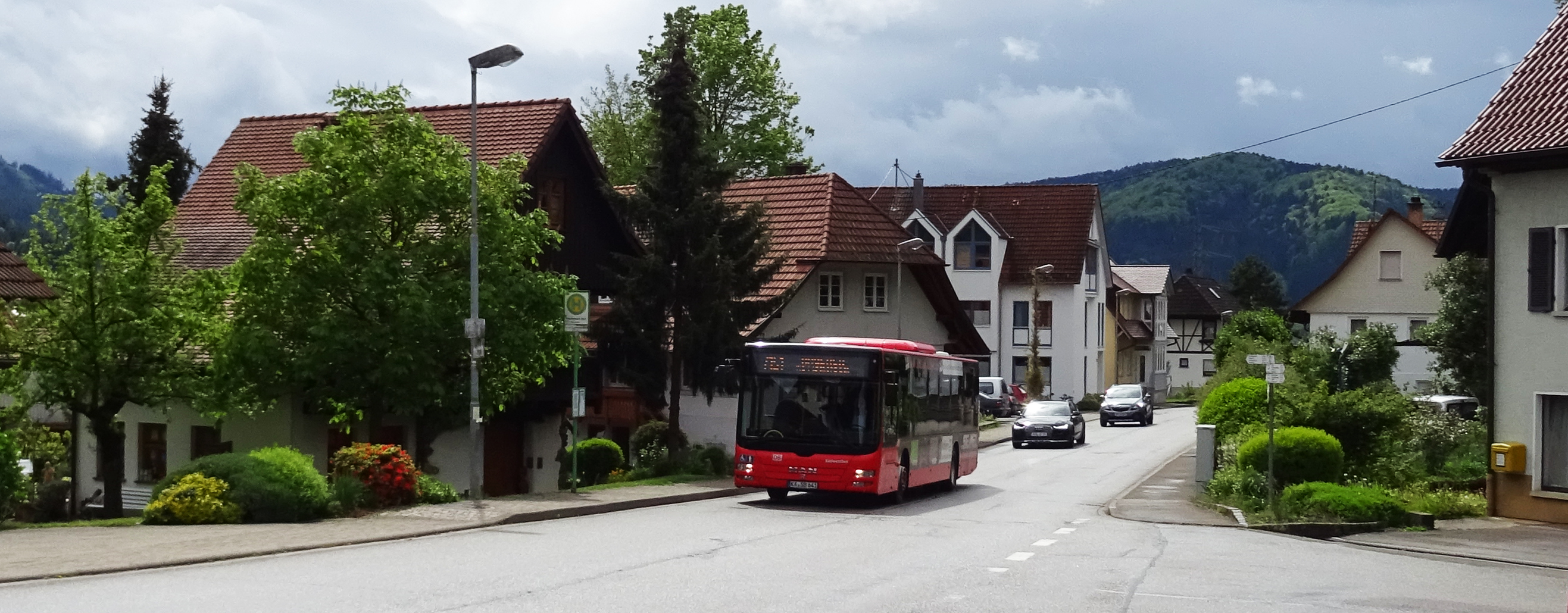
Fischerbach, Bushaltestelle Fischerbach Dorf

## Geografie

### Geografische Lage
Der staatlich anerkannte Erholungsort („Sonnenterrasse im mittleren Kinzigtal“) Fischerbach liegt im mittleren Schwarzwald im Kinzigtal in ruhiger Lage etwas abseits der Bundesstraße 33. Das Gemeindegebiet erstreckt sich von der Kinzig in 220 Meter Höhe die bewaldeten Hänge hinauf bis zum Gipfel des Brandenkopfs in 946 m ü. NHN. Fast zwei Drittel der Gemarkung besteht aus Wald.

### Nachbargemeinden
Die Gemeinde grenzt im Norden an Oberharmersbach, im Osten an die Stadt Hausach, im Süden und Westen an die Stadt Haslach im Kinzigtal und im Nordwesten an die Stadt Zell am Harmersbach.

### Gemeindegliederung
Zur Gemeinde Fischerbach gehören die Dörfer Fischerbach, Eschau, Eschbach und Weiler, der Gemeindeteil Turm, die Zinken Andersbach, Ellengrund, Hinterbutzenberg, Hintertal, Mitteltal, Vorderbutzenberg und Vordertal, der Weiler Hirlinsgrund und die Höfe Bergeck, Elmlisgraben, Epplinsberg, Habersberg, Holzberg, Karfunkelstadt, Kostberg, Nill(höfe), Obergeistacker, Oberrechtgraben, Schiedenberg, Steinmauern, Untergeistacker, Unterrechtgraben, Vogelberg und Waldstein.

## Geschichte
Fischerbach wurde erstmals 1139 in einer Schenkungsurkunde der Herren von Wolfach an das Kloster Alpirsbach erwähnt. Das Dorf gehörte zu Teilen zum Kloster Gengenbach und der Herren von Wolfach, kam später zur Grafschaft Fürstenberg. 1806 wurde Fischerbach badisch. Dort gehörte der Ort lange zum Landkreis Wolfach, mit dem er 1973 im neugebildeten Ortenaukreis aufging.
In der zweiten Hälfte des 19. Jahrhunderts wanderte fast 15 Prozent der Bevölkerung nach Nordamerika aus. Gegen Ende des Zweiten Weltkriegs wurde Fischerbach am 21. April 1945 von französischen und marokkanischen Soldaten eingenommen.
Siehe auch: Burg Fischerbach, Fischerbacher Turm, Burg Waldstein und Burg Weiler

### Demographie
Einwohnerzahlen nach dem jeweiligen Gebietsstand. Die Zahlen sind Schätzungen, Volkszählungsergebnisse oder amtliche Fortschreibungen des Statistischen Landesamtes Baden-Württemberg.

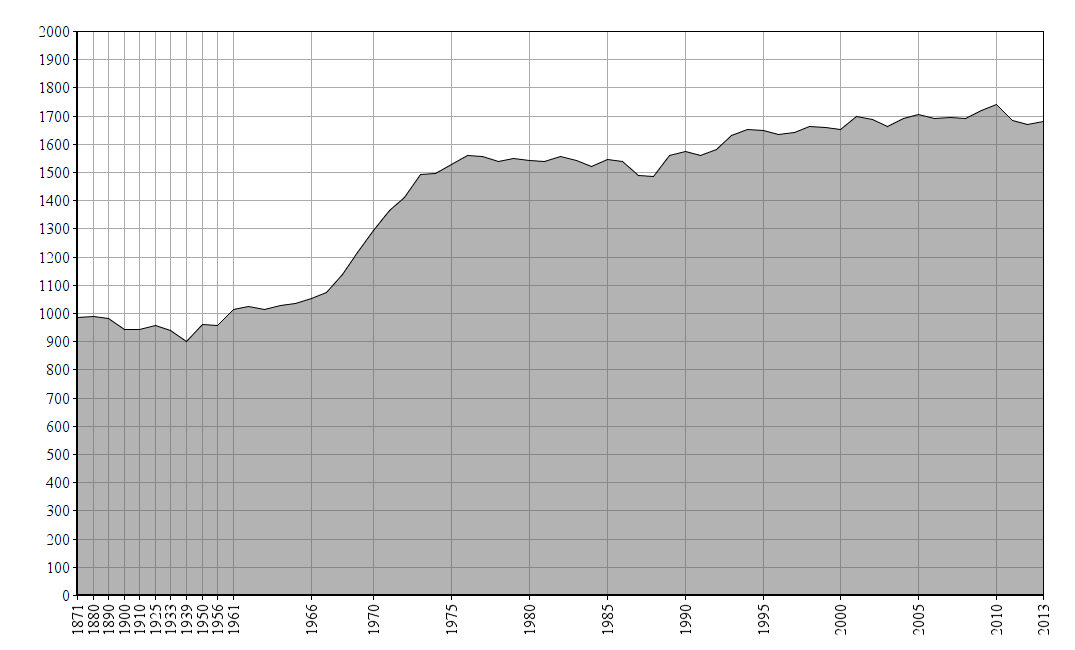
Fischerbach Bevölkerungsentwicklung

| Jahr | Einwohner |
| ---- | --------- |
| 1834 | 949       |
| 1871 | 987       |
| 1880 | 991       |
| 1885 | 992       |
| 1890 | 984       |
| 1900 | 945       |
| 1910 | 944       |
| 1925 | 957       |
| 1933 | 939       |
| 1939 | 902       |
| 1950 | 960       |
| 1956 | 959       |
| 1961 | 1.016     |
| 1966 | 1.053     |

| Datum             | Einwohner |
| ----------------- | --------- |
| 27. Mai 1970      | 1.264     |
| 31. Dezember 1975 | 1.529     |
| 31. Dezember 1980 | 1.544     |
| 1985              | 1.547     |
| 31. Dezember 1990 | 1.576     |
| 31. Dezember 1995 | 1.649     |
| 31. Dezember 2000 | 1.652     |
| 31. Dezember 2005 | 1.705     |
| 31. Dezember 2010 | 1.741     |
| 09. Mai 2011      | 1.688     |
| 31. Dezember 2015 | 1.739     |
| 31. Dezember 2020 | 1.766     |

## Politik

### Verwaltungsgemeinschaft
Die Gemeinde gehört der Vereinbarten Verwaltungsgemeinschaft der Stadt Haslach im Kinzigtal an.

### Gemeinderat
Der Gemeinderat in Fischerbach hat 10 Mitglieder. Er besteht aus den gewählten ehrenamtlichen Gemeinderäten und dem Bürgermeister als Vorsitzender. Am 9. Juni 2024 fand die letzte Kommunalwahl statt. Gewählt wurde nach der Mehrheitswahl.
- Bürgerliste Fischerbach: 10

### Bürgermeister
- 1946–1964: Johann Eble
- 1964–1984: Alfred Bächle
- 1984–2001: Eugen Matt
- 2001–2016: Armin Schwarz
- seit 2017: Thomas Schneider (CDU)[6]

## Kultur und Sehenswürdigkeiten

### Religionen
Seit der Dekanatsreform am 1. Januar 2008 gehört Fischerbach und die St. Michael-Kirche zum Dekanat Offenburg-Kinzigtal und gehört zudem zur Seelsorgeeinheit Haslach.

## Wirtschaft und Infrastruktur

### Bildung
In Fischerbach gibt es eine Grundschule und einen Kindergarten.

## Ehrenbürger
- Fritz Ullmann (1916–2011), Unternehmer und Mäzen, Gründer der Firma uma Schreibgeräte